# Кускі
Кускі (пол. Kuski) — село в Польщі, у гміні Росьцишево Серпецького повіту Мазовецького воєводства.
Населення — 125 осіб (2011).
У 1975-1998 роках село належало до Плоцького воєводства.

## Демографія
Демографічна структура станом на 31 березня 2011 року:
|          | Загалом | Допрацездатний вік | Працездатний вік | Постпрацездатний вік |
| -------- | ------- | ------------------ | ---------------- | -------------------- |
| Чоловіки | 61      | 14                 | 40               | 7                    |
| Жінки    | 64      | 14                 | 36               | 14                   |
| Разом    | 125     | 28                 | 76               | 21                   |